# Елисеев, Юрий Вячеславович
Ю́рий Вячесла́вович Елисе́ев (род. 27 мая 1975) — российский легкоатлет, специалист по прыжкам с шестом. Выступал на профессиональном уровне в 1992—2005 годах, чемпион России в помещении, победитель международных турниров и первенств всероссийского значения, участник чемпионата Европы в помещении в Вене. Представлял Москву.

## Биография
Юрий Елисеев родился 27 мая 1975 года. Занимался лёгкой атлетикой в Москве.
Впервые заявил о себе на международном уровне в сезоне 1992 года, когда в составе сборной СНГ выступил на юниорском мировом первенстве в Сеуле, где в зачёте прыжков с шестом занял итоговое седьмое место.
В сентябре 1993 года в той же дисциплине одержал победу на международном турнире в Бельгии.
В феврале 1994 года победил на международном турнире в Швеции.
В 1995 году вошёл в десятку сильнейших на турнирах в Словакии и Нидерландах, тогда как зимой на соревнованиях в Москве установил свой личный рекорд в прыжках с шестом в помещении — 5,65 метра.
На чемпионате России 1996 года в Санкт-Петербурге с личным рекордом на открытом стадионе 5,70 стал четвёртым.
В 1997 году был лучшим на турнирах в Швехате и Москве, показал седьмой результат на Мемориале братьев Знаменских в Москве.
В 1998 году помимо прочего выиграл бронзовую медаль на международном турнире «Русская зима» в Москве.
В 2000 году был четвёртым на Мемориале Знаменских в Москве и пятым на чемпионате Москвы, занял 11-е место на чемпионате России в Туле.
В 2001 году взял бронзу на Рождественском кубке и на «Русской зиме» в Москве, получил серебро на чемпионате Москвы, стал пятым на зимнем чемпионате России в Москве, третьим на Мемориале Знаменских в Туле.
В 2002 году победил на чемпионате России среди военнослужащих, на чемпионате Москвы и на зимнем чемпионате России в Волгограде. Благодаря череде удачных выступлений вошёл в основной состав российской сборной и удостоился права представлять страну на чемпионате Европы в помещении в Вене — на предварительном квалификационном этапе прыжков с шестом показал результат 5,55 метра, чего оказалось недостаточно для выхода в финал.
На зимнем чемпионате России 2003 года в Москве занял пятое место.
Завершил спортивную карьеру по окончании сезона 2005 года.